# Loka (Tržič)
Loka is een plaats in Slovenië en maakt deel uit van de gemeente Tržič in de NUTS-3-regio Gorenjska. De plaats telde 337 inwoners op 1 januari 2020.